# Верхнеармянское Лоо
Верхнеармя́нское Лоо́ — село в Лазаревском районе муниципального образования «город-курорт» Сочи Краснодарского края. Входит в состав Верхнелооского сельского округа. 

## География
Селение расположено в южной части Лазаревского района города-курорта Сочи, на правом берегу реки Лоо. Находится в 47 км к юго-востоку от посёлка Лазаревское и в 29 км к северо-западу от Центрального Сочи (по дороге). Расстояния до Чёрного моря от села составляет 5 км.
Граничит с землями населённых пунктов: Горное Лоо на юге, Верхнеармянская Хобза на западе и на севере, в верховьях одноимённой реки — Верхнерусское Лоо.
Верхнеармянское Лоо расположено в предгорной зоне Причерноморского побережья. Рельеф местности в основном холмистый с ярко выраженными колебаниями относительных высот. Средние высоты на территории села составляют около 202 метров над уровнем моря. К северо-востоку от села возвышается гора Флагох (580 м).
Гидрографическая сеть представлена рекой Лоо, которая в пределах села принимает в себя несколько мелких притоков. Чуть выше села расположен популярный у туристов водопад — «Райское наслаждение». 
Климат на территории села влажный субтропический. Среднегодовая температура воздуха составляет около +13,5°С, со средними температурами июля около +23,0°С, и средними температурами января около +6,0°С. Среднегодовое количество осадков составляет около 1400 мм. Основная часть осадков выпадает в зимний период. 

## История
До завершения Кавказской войны в 1864 году, в данной местности проживали убыхи из общины Вардане. Которые после окончания войны были депортированы в Османскую империю. 
Современное селение было основано в конце XIX века, прибывшими сюда армянами-амшенцами — беженцами из Османской империи. Первоначально населённый пункт назывался Верхнее Лоо, но позже было переименовано в Верхнеармянское Лоо. 

## Население
| 2002 | 2010 |
| ---- | ---- |
| 618  | ↗639 |

## Инфраструктура
Основные объекты социальной инфраструктуры расположены ниже по долине реки Лоо, в селе Горное Лоо и в микрорайоне Лоо.